# Išimskij rajon
L'Išimskij rajon (in russo Ишимский район?) è un rajon dell'Oblast' di Tjumen', nella Russia asiatica; il capoluogo è Išim. Istituito nel 1931, ricopre una superficie di 5.500 chilometri quadrati ed ospita una popolazione di circa 32.500 abitanti.